# Camping World 200
Das Camping World 200 ist ein seit 1998 ausgetragenes Autorennen der NASCAR Camping World Truck Series, welches auf dem Gateway International Raceway in Madison, Illinois stattfindet. Das Rennen geht über eine Distanz von 200 Meilen (321,87 Kilometer), was bedeutet, dass die Fahrer 160 Runden zu fahren haben. Im Jahre 2004 kam es zu einem „Green-White-Checkered-Finish“, dabei wurde das Rennen um 14 Runden verlängert, allerdings wurden fast alle dieser Runden unter gelber Flagge gefahren, da es beim „Green-White-Checkered-Finish“ nur zwei „grüne Runden“ gibt. Es war eine der längsten Rennverlängerungen. Ted Musgrave ist der einzige Fahrer, dem es gelang, mehr als einmal dieses Rennen zu gewinnen. Er schaffte es in den Jahren 2001 und 2005.
In der Saison 2007 war das Rennen eines der entscheidenden für die Meisterschaft, da der als Punkteführender nach Madison, Illinois gereiste Mike Skinner aufgrund eines Reifenschaden nur 28. wurde und Ron Hornaday Jr., der Zweiter wurde, die Führung in der Punktewertung übernehmen konnte. Skinner war zuvor sieben Monate lang Führender der Gesamtwertung.

## Bisherige Sieger
- 2010: Kevin Harvick
- 2009: Mike Skinner
- 2008: Ron Hornaday junior
- 2007: Johnny Benson
- 2006: Todd Bodine
- 2005: Ted Musgrave
- 2004: David Starr
- 2003: Brendan Gaughan
- 2002: Terry Cook
- 2001: Ted Musgrave
- 2000: Jack Sprague
- 1999: Greg Biffle
- 1998: Rick Carelli